# Kirby Cone
Kirby Cone är en kulle i Antarktis. Den ligger i Västantarktis. Inget land gör anspråk på området. Toppen på Kirby Cone är 2 293 meter över havet, eller 212 meter över den omgivande terrängen. Bredden vid basen är 0,89 km.
Terrängen runt Kirby Cone är kuperad åt nordväst, men åt sydost är den bergig. Trakten är obefolkad. Det finns inga samhällen i närheten.